# Interix
Interix is de naam van een optionele POSIX-compatibele omgeving voor Windows NT-gebaseerde besturingssystemen.
Interix is een onderdeel van Services for Unix 3.0 en 3.5 (de laatstgenoemde is gratis). De laatste uitgave van Interix, 5.2 en 6.0, zijn onderdelen van Windows Server 2003 R2, Windows Vista (Enterprise en Ultimate) en Windows Server 2008 onder de naam SUA (Subsystem for Unix-based Applications). Versie 6.1 is onderdeel van Windows 7 (Enterprise en Ultimate) en Windows Server 2008 R2. Vanaf Windows 8 maakt Interix geen deel meer uit van Windows.